# Trichotipula
Trichotipula is een ondergeslacht van het geslacht van insecten Tipula binnen de familie langpootmuggen (Tipulidae).

## Soorten
Deze lijst van 46 stuks is mogelijk niet compleet.
- T. (Trichotipula) algonquin (Alexander, 1915)
- T. (Trichotipula) apache (Alexander, 1916)
- T. (Trichotipula) aplecta (Alexander, 1946)
- T. (Trichotipula) beatula (Osten Sacken, 1877)
- T. (Trichotipula) bituberculata (Doane, 1901)
- T. (Trichotipula) breedlovei (Alexander, 1969)
- T. (Trichotipula) cahuilla (Alexander, 1920)
- T. (Trichotipula) capistrano (Alexander, 1946)
- T. (Trichotipula) cazieri (Alexander, 1942)
- T. (Trichotipula) cimarronensis (Rogers, 1931)
- T. (Trichotipula) desertorum (Alexander, 1946)
- T. (Trichotipula) dis (Alexander, 1962)
- T. (Trichotipula) dorsolineata (Doane, 1901)
- T. (Trichotipula) frommeri (Alexander, 1973)
- T. (Trichotipula) furialis (Alexander, 1946)
- T. (Trichotipula) geronimo (Alexander, 1946)
- T. (Trichotipula) gertschi (Alexander, 1963)
- T. (Trichotipula) guasa (Alexander, 1916)
- T. (Trichotipula) haplotricha (Alexander, 1934)
- T. (Trichotipula) hedgesi (Alexander, 1961)
- T. (Trichotipula) kennedyana (Alexander, 1965)
- T. (Trichotipula) kraussi (Alexander, 1946)
- T. (Trichotipula) longifimbriata (Alexander, 1936)
- T. (Trichotipula) macrophallus (Dietz, 1918)
- T. (Trichotipula) malkini (Alexander, 1955)
- T. (Trichotipula) mallophora (Alexander, 1936)
- T. (Trichotipula) mayedai (Alexander, 1946)
- T. (Trichotipula) megalodonta (Alexander, 1946)
- T. (Trichotipula) mulaiki (Alexander, 1948)
- T. (Trichotipula) oropezoides (Johnson, 1909)
- T. (Trichotipula) pachyrhinoides (Alexander, 1915)
- T. (Trichotipula) politonigra (Alexander, 1953)
- T. (Trichotipula) polytricha (Alexander, 1932)
- T. (Trichotipula) prolixa (Alexander, 1947)
- T. (Trichotipula) puncticollis (Dietz, 1918)
- T. (Trichotipula) religiosa (Alexander, 1946)
- T. (Trichotipula) repulsa (Alexander, 1943)
- T. (Trichotipula) retinens (Alexander, 1946)
- T. (Trichotipula) sanctaecruzae (Alexander, 1973)
- T. (Trichotipula) sayloriana (Alexander, 1946)
- T. (Trichotipula) selanderi (Alexander, 1956)
- T. (Trichotipula) stonei (Alexander, 1965)
- T. (Trichotipula) subapache (Alexander, 1947)
- T. (Trichotipula) unimaculata (Loew, 1864)
- T. (Trichotipula) uxoria (Alexander, 1946)
- T. (Trichotipula) vultuosa (Alexander, 1946)